# Death in June
Death in June er et engelsk neofolk band som bliver ledt af Douglas Pearce. Gruppen blev oprindeligt dannet som en trio, bestående af tre tidligere medlemmer af punkbandet Crisis i 1981, men har siden 1985 bestået alene af Douglas P., som i samarbejde med andre musikere, har udgivet musik.

## Historie
Death in June blev dannet i 1981 af Pearce sammen med Patrick Leagas og Tony Wakeford, som alle havde været medlem af den venstreekstreme og antifascistiske punkgruppe Crisis, som var dannet i 1977. De udgav deres debutalbum The Guilty Have No Pride i 1983, og modtog her massiv kritik for deres brug af fascistiske og nazistiske motiver, hvilke har fulgt gruppen i hele dens eksistens. I 1984 udgav de deres andet album Burial. Kort efter blev Wakeford fyret fra gruppen som resultat af hans højreekstreme holdninger. Deres tredje album Nada! udkom i 1985, og samme år forlod Leagas gruppen for at danne sit eget projekt.
Efter Leagas forlod gruppen har den bestået hovedsageligt at Pearce, som har lavet musik i samarbejde med flere andre musikere. Den mest kendte af disse samarbejdspartnere er David Tibet og Boyd Rice. De mest anerkendte af Death in Junes musik blev udgivet i starten af 1990'erne, med albumene But, What Ends When the Symbols Shatter? (1992) og Rose Clouds of Holocaust (1995) som de mest anerkendte.

## Diskografi
Studiealbum
- The Guilty Have No Pride (1983)
- Burial (1984)
- Nada! (1985)
- The World That Summer (1986)
- Brown Book (1987)
- The Wall of Sacrifice (1989)
- But, What Ends When the Symbols Shatter? (1992)
- Rose Clouds of Holocaust (1995)
- Take Care & Control (1998)
- Operation Hummingbird (2000)
- All Pigs Must Die (2001)
- The Rule of Thirds (2008)
- Peaceful Snow/Lounge Corps (2010)
- The Snow Bunker Tapes (2013)
- Essence! (2018)
- NADA-Ized! (2022)